# Shangnan
Der Kreis Shangnan (商南县,  Shāngnán Xiàn) ist ein Kreis der bezirksfreien Stadt Shangluo im Osten der chinesischen Provinz Shaanxi. Er hat eine Fläche von 2.299 Quadratkilometern und zählt 203.796 Einwohner (Stand: Zensus 2020). Sein Hauptort ist die Großgemeinde Chengguan (城关镇).

## Administrative Gliederung
Auf Gemeindeebene setzt sich der Kreis aus elf Großgemeinden und fünf Gemeinden zusammen. 